# 2008年北京オリンピックの競泳競技

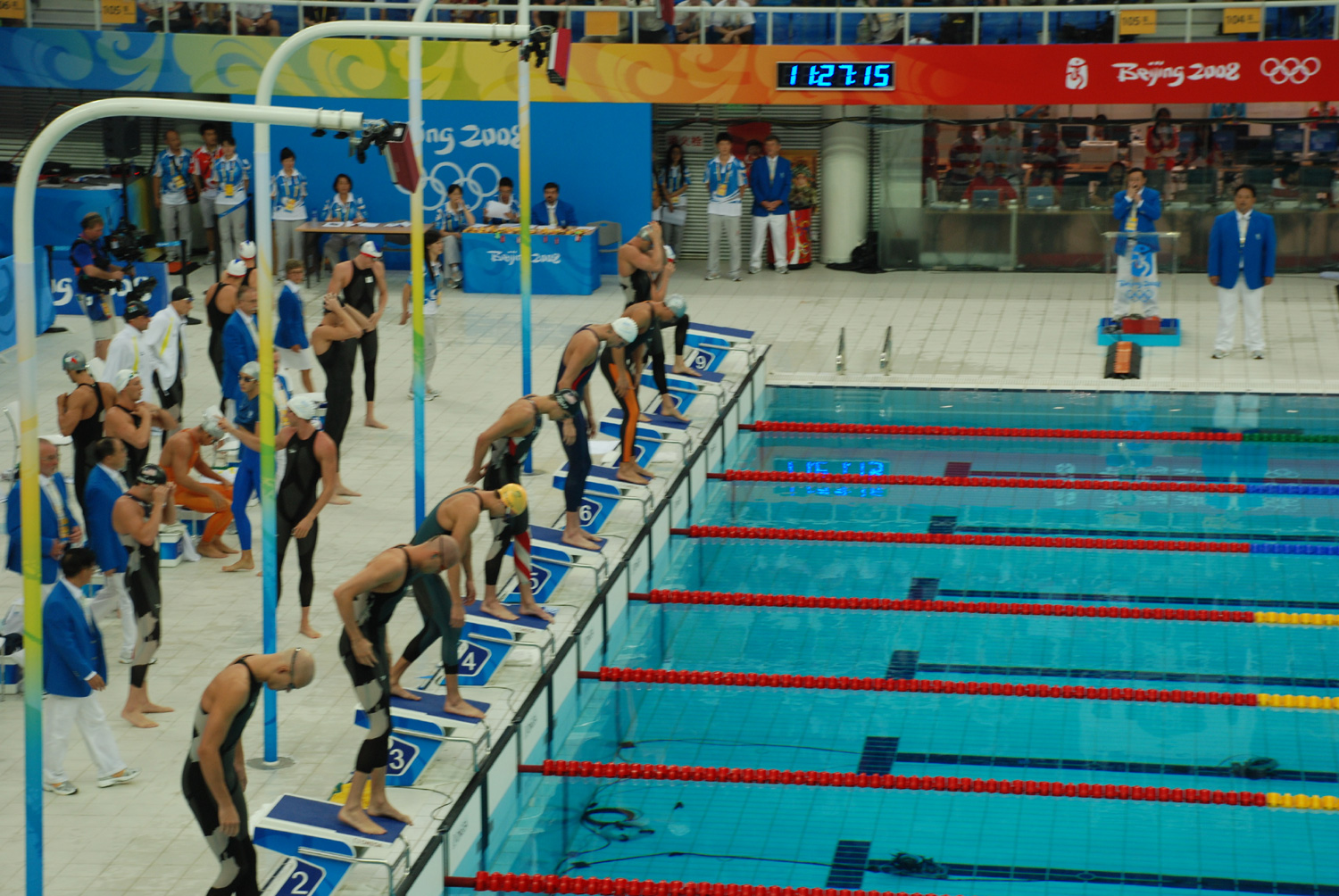
午前中に実施された男子4x100mリレーの決勝

2008年北京オリンピックの競泳競技（2008ねんペキンオリンピックのきょうえいきょうぎ）は、2008年8月9日から8月21日まで北京国家水泳センターなどで開催された。

## 概要
今大会からオープンウォータースイミングが正式種目として採用され、競泳種目は全34種目となった。屋内競技32種目は2008年8月9日から8月17日の9日間、屋外競技2種目は2008年8月20日から8月21日の2日間にわたって行われた。
屋内種目ではアメリカのマイケル・フェルプスが8種目で金メダルを獲得し、一大会での最高獲得メダル数の記録を更新した（これまでの最高記録はマーク・スピッツの7個）。優勝した8種目のうちリレー競技を含めて7種目で世界新記録（当時）を更新している。
また、会場の北京国家水泳センターは記録の出やすいプールと評判で、さらにSPEEDO社の高性能水着「レーザー・レーサー」が大会を席巻し、多くの世界新記録の誕生が期待された。この期待通り、開催中に世界記録が25回、オリンピック記録が65回更新され、最終的に21種目で世界新記録が、30種目でオリンピック新記録が誕生した。これらの記録更新者は殆どがレーザー・レーサーを着用していたが、例外的にフェデリカ・ペレグリニだけは、レーザー・レーサーを着用しないで女子200m自由形で世界新記録を更新し金メダルを獲得した。

## 実施種目
屋内競技
- 自由形：50m、100m、200m、400m、800m（女子）、1500m（男子）、4×100mリレー、4×200mリレー
- 背泳ぎ：100m、200m
- 平泳ぎ：100m、200m
- バタフライ：100m、200m
- メドレー：200m個人メドレー、400m個人メドレー、4×100mメドレーリレー

屋外競技
- オープンウォータースイミング:10km（男子、女子）

## 従来からの変更点
- 水着ルール改正 
  - 国際水泳連盟の2007年決定により、この大会から、表面に高速化のための様々な加工を施した水着の着用が禁止された。これにはいわゆる「鱗水着」など、素材そのものに加工を施した水着も対象として含まれる。上記SPEEDO社製のレーザー・レーサーはこの対策として誕生したものである。今大会では、ほとんどの選手がレーザー・レーサーを着用した。

- 決勝実施時間の変更 
  - 国際オリンピック委員会（IOC）は大会前の2006年10月26日、従来午後だった競泳の決勝実施時間を午前中にすると発表した。これはアメリカで競泳競技の放映権を持つNBCが東部時間のプライムタイムにあわせるよう要望したためである。しかし、欧州放送連合は選手のコンディションに悪影響を与えるとして、決勝競技を午後にすべきと抗議していたが、受け入れられなかった。

## 競技結果

### 男子競泳
| 種目                         | 金 | 金               | 銀 | 銀             | 銅 | 銅             |
| ---------------------------- | --- | ---------------- | --- | -------------- | --- | -------------- |
| 50m自由形                    | セーザル・シエロ ブラジル (BRA) | 21秒30 五輪新    | アモリ・ルボー フランス (FRA) | 21秒45         | アラン・ベルナール フランス (FRA) | 21秒49         |
| 100m自由形                   | アラン・ベルナール フランス (FRA) | 47秒21           | イーモン・サリバン オーストラリア (AUS) | 47秒32         | ジェイソン・レザク アメリカ合衆国 (USA) | 47秒67         |
| 100m自由形                   | アラン・ベルナール フランス (FRA) | 47秒21           | イーモン・サリバン オーストラリア (AUS) | 47秒32         | セーザル・シエロ ブラジル (BRA) | 47秒67         |
| 200m自由形                   | マイケル・フェルプス アメリカ合衆国 (USA) | 1分42秒96 世界新 | 朴泰桓 韓国 (KOR) | 1分44秒85      | ピーター・バンダーカーイ アメリカ合衆国 (USA) | 1分45秒14      |
| 400m自由形                   | 朴泰桓 韓国 (KOR) | 3分41秒86        | 張琳 中国 (CHN) | 3分42秒44      | ラーセン・ジェンセン アメリカ合衆国 (USA) | 3分42秒78      |
| 1500m自由形                  | ウサマ・メルーリ チュニジア (TUN) | 14分40秒84       | グラント・ハケット オーストラリア (AUS) | 14分41秒53     | ライアン・コクラン カナダ (CAN) | 14分42秒69     |
| 100m背泳ぎ                   | アーロン・ピアソル アメリカ合衆国 (USA) | 52秒54 世界新    | マシュー・グレイバーズ アメリカ合衆国 (USA) | 53秒11         | アルカディ・ビャチャニン ロシア (RUS) | 53秒18         |
| 100m背泳ぎ                   | アーロン・ピアソル アメリカ合衆国 (USA) | 52秒54 世界新    | マシュー・グレイバーズ アメリカ合衆国 (USA) | 53秒11         | ハイデン・ストッケル オーストラリア (AUS) | 53秒18         |
| 200m背泳ぎ                   | ライアン・ロクテ アメリカ合衆国 (USA) | 1分53秒94 世界新 | アーロン・ピアソル アメリカ合衆国 (USA) | 1分54秒33      | アルカディ・ビャチャニン ロシア (RUS) | 1分54秒93      |
| 100m平泳ぎ                   | 北島康介 日本 (JPN) | 58秒91 世界新    | アレクサンドル・ダーレオーエン ノルウェー (NOR) | 59秒20         | ユーグ・デュボス フランス (FRA) | 59秒31         |
| 200m平泳ぎ                   | 北島康介 日本 (JPN) | 2分07秒64 五輪新 | ブレントン・リカード オーストラリア (AUS) | 2分08秒88      | ユーグ・デュボス フランス (FRA) | 2分08秒94      |
| 100mバタフライ               | マイケル・フェルプス アメリカ合衆国 (USA) | 50秒58 五輪新    | ミロラド・チャビッチ セルビア (SRB) | 50秒59         | アンドリュー・ローターステイン オーストラリア (AUS)                                                                                                  | 51秒12         |
| 200mバタフライ               | マイケル・フェルプス アメリカ合衆国 (USA) | 1分52秒03 世界新 | ラースロー・シェー ハンガリー (HUN) | 1分52秒70      | 松田丈志 日本 (JPN) | 1分52秒97      |
| 200m個人メドレー             | マイケル・フェルプス アメリカ合衆国 (USA) | 1分54秒23 世界新 | ラースロー・シェー ハンガリー (HUN) | 1分56秒52      | ライアン・ロクテ アメリカ合衆国 (USA) | 1分56秒53      |
| 400m個人メドレー             | マイケル・フェルプス アメリカ合衆国 (USA) | 4分03秒84 世界新 | ラースロー・シェー ハンガリー (HUN) | 4分06秒16      | ライアン・ロクテ アメリカ合衆国 (USA) | 4分08秒09      |
| 4 x 100m自由形リレー         | アメリカ合衆国 (USA) マイケル・フェルプス ギャレット・ウェーバー カレン・ジョーンズ ジェイソン・レザック ネイサン・エイドリアン ベン・ワイルドマン＝トブライナー マシュー・グレバーズ      | 3分08秒24 世界新 | フランス (FRA) アモリ・ルボー ファビアン・ジロ フレデリック・ブスケ アラン・ベルナール グレゴリー・マレー ボリス・スタイメッツ                                                                       | 3分08秒32      | オーストラリア (AUS) イーモン・サリバン アンドリュー・ローターステイン アシュリー・ケラス マット・ターゲット リース・ブロディ パトリック・マーフィー | 3分09秒91      |
| 4 x 200m自由形リレー         | アメリカ合衆国 (USA) マイケル・フェルプス ライアン・ロクテ リッキー・ベレンズ ピーター・バンダーカーイ デビッド・ウォルターズ エリク・ベント クリート・ケラー                              | 6分58秒56 世界新 | ロシア (RUS) ニキータ・ロビンツェフ エフゲニー・ラグノフ ダニラ・イゾトフ アレクサンドル・スホルコフ ミハイル・ポリシチュク                                                                          | 7分03秒70      | オーストラリア (AUS) パトリック・マーフィー グラント・ハケット グラント・ブリッツ ニック・フロスト カーク・パーマー リース・ブロディ                 | 7分04秒98      |
| 4 x 100mメドレーリレー       | アメリカ合衆国 (USA) アーロン・ピアソル ブレンダン・ハンセン マイケル・フェルプス ジェイソン・レザク マシュー・グレイバーズ マーク・ギャングロフ イアン・クロッカー ギャレット・ウェーバー | 3分29秒34 世界新 | オーストラリア (AUS) ハイデン・ストッケル ブレントン・リカード アンドリュー・ローターステイン イーモン・サリバン アシュリー・デラニー クリスチャン・スプレンガー アダム・パイン マシュー・ターゲット | 3分30秒04      | 日本 (JPN) 宮下純一 北島康介 藤井拓郎 佐藤久佳 | 3分31秒18      |
| オープンウォータースイミング | マーテン・ヴァンデル・ウェイデン オランダ (NED) | 1時間51分51秒6   | デービッド・デービス イギリス (GBR) | 1時間51分53秒1 | トーマス・ルルツ ドイツ (GER) | 1時間51分53秒6 |

### 女子競泳
| 種目                         | 金 | 金               | 銀 | 銀             | 銅 | 銅             |
| ---------------------------- | --- | ---------------- | --- | -------------- | --- | -------------- |
| 50m自由形                    | ブリッタ・シュテフェン ドイツ (GER) | 24秒06 五輪新    | ダラ・トーレス アメリカ合衆国 (USA) | 24秒07         | ケイト・キャンベル オーストラリア (AUS) | 24秒17         |
| 100m自由形                   | ブリッタ・シュテフェン ドイツ (GER) | 53秒12 五輪新    | リスベス・トリケット オーストラリア (AUS) | 53秒16         | ナタリー・コーグリン アメリカ合衆国 (USA) | 53秒39         |
| 200m自由形                   | フェデリカ・ペレグリニ イタリア (ITA) | 1分54秒82 世界新 | サラ・イサコビッチ スロベニア (SLO) | 1分54秒97      | 龐佳穎 中国 (CHN) | 1分55秒05      |
| 400m自由形                   | レベッカ・アドリントン イギリス (GBR) | 4分03秒22        | ケイティ・ホフ アメリカ合衆国 (USA) | 4分03秒29      | ジョアン・ジャクソン イギリス (GBR) | 4分03秒52      |
| 800m自由形                   | レベッカ・アドリントン イギリス (GBR) | 8分14秒10 世界新 | アレシア・フィリピ イタリア (ITA) | 8分20秒23      | ロッテ・フリース デンマーク (DEN) | 8分23秒03      |
| 100m背泳ぎ                   | ナタリー・コーグリン アメリカ合衆国 (USA) | 58秒96           | カースティ・コベントリー ジンバブエ (ZIM) | 59秒19         | マーガレット・ホルザー アメリカ合衆国 (USA) | 59秒34         |
| 200m背泳ぎ                   | カースティ・コベントリー ジンバブエ (ZIM) | 2分05秒24 世界新 | マーガレット・ホルザー アメリカ合衆国 (USA) | 2分06秒23      | 中村礼子 日本 (JPN) | 2分07秒13      |
| 100m平泳ぎ                   | リーゼル・ジョーンズ オーストラリア (AUS) | 1分05秒17 五輪新 | レベッカ・ソニ アメリカ合衆国 (USA) | 1分06秒73      | ミルナ・ジュキッチ オーストリア (AUT) | 1分07秒34      |
| 200m平泳ぎ                   | レベッカ・ソニ アメリカ合衆国 (USA) | 2分20秒22 世界新 | リーゼル・ジョーンズ オーストラリア (AUS) | 2分22秒05      | サラ・ノルデンスタム ノルウェー (NOR) | 2分23秒02      |
| 100mバタフライ               | リスベス・トリケット オーストラリア (AUS) | 56秒73           | クリスティン・マグナソン アメリカ合衆国 (USA) | 57秒10         | ジェシカ・シッパー オーストラリア (AUS) | 57秒25         |
| 200mバタフライ               | 劉子歌 中国 (CHN) | 2分04秒18 世界新 | 焦劉洋 中国 (CHN) | 2分04秒72      | ジェシカ・シッパー オーストラリア (AUS) | 2分06秒26      |
| 200m個人メドレー             | ステファニー・ライス オーストラリア (AUS) | 2分08秒45 世界新 | カースティ・コベントリー ジンバブエ (ZIM) | 2分08秒59      | ナタリー・コーグリン アメリカ合衆国 (USA) | 2分10秒34      |
| 400m個人メドレー             | ステファニー・ライス オーストラリア (AUS) | 4分29秒45 世界新 | カースティ・コベントリー ジンバブエ (ZIM) | 4分29秒89      | ケイティ・ホフ アメリカ合衆国 (USA) | 4分31秒71      |
| 4 x 100m自由形リレー         | オランダ (NED) インヘ・デッケル ラノミ・クロモウィジョヨ フェムケ・ヘームスケルク マルリーン・フェルトハイス ヒンケリエン・シュラウダー マノン・ファン・ルーイエン                             | 3分33秒76 五輪新 | アメリカ合衆国 (USA) ナタリー・コーグリン ダラ・トーレス カラ・リン・ジョイス レイシー・ナイマイヤー エミリー・シルバー ジュリア・スミット                                                 | 3分34秒33      | オーストラリア (AUS) ケイト・キャンベル アリス・ミルズ メラニー・シュランガー リスベス・トリケット シェーン・リース                                                   | 3分35秒05      |
| 4 x 200m自由形リレー         | オーストラリア (AUS) ステファニー・ライス ブロンテ・バラット カイリー・パーマー リンダ・マッケンジー フェリシティ・ガルベス アンジー・ベインブリッジ メラニー・シュランガー ララ・ダベンポート | 7分44秒31 世界新 | 中国 (CHN) 楊雨 朱倩蔚 譚淼 龐佳穎 湯景之 | 7分45秒93      | アメリカ合衆国 (USA) アリソン・シュミット ナタリー・コーグリン キャロライン・バークル ケイティ・ホフ クリスティン・マーシャル キム・バンデンバーグ ジュリア・スミット | 7分46秒33      |
| 4 x 100mメドレーリレー       | オーストラリア (AUS) エミリー・シーボーム リーゼル・ジョーンズ ジェシカ・シッパー リスベス・トリケット タルニー・ホワイト フェリシティ・ガルベス シェーン・リース                              | 3分52秒69 世界新 | アメリカ合衆国 (USA) ナタリー・コーグリン レベッカ・ソニ クリスティン・マグナソン ダラ・トーレス マーガレット・ホルザー メーガン・ジェンドリック エレイン・ブリーデン カラ・リン・ジョイス | 3分53秒30      | 中国 (CHN) 趙菁 孫曄 周雅菲 龐佳穎 徐田龍子 | 3分56秒11      |
| オープンウォータースイミング | ラリサ・イルチェンコ ロシア (RUS) | 1時間59分27秒7   | ケリアン・ペイン イギリス (GBR) | 1時間59分29秒2 | カサンドラ・パッテン イギリス (GBR) | 1時間59分31秒0 |

## 国・地域別のメダル獲得数
| 順   | 国・地域             | 金 | 銀 | 銅 | 計  |
| ---- | -------------------- | -- | -- | -- | --- |
| 1    | アメリカ合衆国 (USA) | 12 | 9  | 10 | 31  |
| 2    | オーストラリア (AUS) | 6  | 6  | 8  | 20  |
| 3    | イギリス (GBR)       | 2  | 2  | 2  | 6   |
| 4    | 日本 (JPN)           | 2  | 0  | 3  | 5   |
| 5    | ドイツ (GER)         | 2  | 0  | 1  | 3   |
| 6    | オランダ (NED)       | 2  | 0  | 0  | 2   |
| 7    | 中国 (CHN)           | 1  | 3  | 2  | 6   |
| 8    | ジンバブエ (ZIM)     | 1  | 3  | 0  | 4   |
| 9    | フランス (FRA)       | 1  | 2  | 3  | 6   |
| 10   | ロシア (RUS)         | 1  | 1  | 2  | 4   |
| 11   | イタリア (ITA)       | 1  | 1  | 0  | 2   |
| 11   | 韓国 (KOR)           | 1  | 1  | 0  | 2   |
| 13   | ブラジル (BRA)       | 1  | 0  | 1  | 2   |
| 14   | チュニジア (TUN)     | 1  | 0  | 0  | 1   |
| 15   | ハンガリー (HUN)     | 0  | 3  | 0  | 3   |
| 16   | ノルウェー (NOR)     | 0  | 1  | 1  | 2   |
| 17   | スロベニア (SLO)     | 0  | 1  | 0  | 1   |
| 17   | セルビア (SRB)       | 0  | 1  | 0  | 1   |
| 19   | オーストリア (AUT)   | 0  | 0  | 1  | 1   |
| 19   | デンマーク (DEN)     | 0  | 0  | 1  | 1   |
| 19   | カナダ (CAN)         | 0  | 0  | 1  | 1   |
| 合計 | 合計                 | 34 | 34 | 36 | 104 |

## 注
1. ↑  「ペレグリニ、スピード着ず金〔五輪・競泳〕」時事通信 2008年8月13日 2008年8月16日閲覧